# زهرة الغامدي
زهرة الغامدي فنانة سعودية متخصصة في التصميم والفنون البصرية، وأستاذ مساعد بكلية الفنون والتصميم بجامعة جدة.

## المسيرة
نشأت الغامدي في منطقة الباحة في جنوب غرب المملكة وعملت تجربتها في الهندسة المعمارية المحلية هناك على إعطاء خلفية لممارستها الفنية. تخرجت عام 2003 بشهادة مع مرتبة الشرف الأولى في الفنون الإسلامية من جامعة الملك عبد العزيز. عملت هناك كمحاضر قبل الانتقال إلى جامعة كوفنتري للدراسة للحصول على درجة الماجستير، ثم الدكتوراه في الفنون البصرية. وحظيت الغامدي بدعم أسرتها خصوصا من والديها وزوجها، ما شجعها على الاستمرار في العمل الفني وإكمال دراساتها العليا.
تتركز الممارسة الفنية للغامدي حول القطع كبيرة الحجم المستوحاة من تجارب النساء في الحياة والحرف اليدوية في المنزل. في فينيسيا، كان عملها الفني مكونا من 52000 قطعة من الجلد المعاد تشكيله والمستوحى من الأشكال العضوية، ومنزلها في الباحة والحلي العسيرية. أخذ العمل عنوانه من قصيدة من القرن السادس عشر لزهير بن أبي سلمى.
في عام 2017، أنشأت الغامدي تركيبًا فنيًا خاصًا بموقع معين في Great Court في المتحف البريطاني، على مساحة 30 مترًا مربعًا. كجزء من مهرجان شباك، شاركت الغامدي في مناقشة حول فن المرأة في المملكة العربية السعودية.

## المعارض
عرضت أعمال الغامدي على نطاق واسع في الشرق الأوسط وأوروبا، في أماكن تشمل:
- 2009 - معرض المصممين الجدد - لندن[8]
- 2017 - Shift - فنانات من المملكة العربية السعودية - مهرجان شباك، لندن[9]
- 2017 - المتاهة والوقت - مجلس الفنون السعودي[10]
- 2019 - بعد الوهم - بينالي البندقية للفنون الثامن والخمسين[11]
- 2019 - Mycelium Running - مركز جميل للفنون[12]
- 2019 - Streams move oceans - جدة[13]
- 2022- بينالي الدرعية - الرياض